# Lancy
Lancy er en by i det vestlige Schweiz med 31.942 (2017) indbyggere. Byen ligger i Kanton Genève, tæt ved grænsen til nabolandet Frankrig.